# John & Yoko: Above Us Only Sky
John & Yoko: Above Us Only Sky è un documentario diretto da Michael Epstein, andato in onda su Channel 4 nel novembre 2018 nel Regno Unito e su A&E Network nel marzo 2019 negli Stati Uniti. Il documentario è incentrato sul rapporto tra John Lennon e Yoko Ono durante il periodo della realizzazione del celebre album Imagine, registrato nel 1971 presso la residenza della coppia a Tittenhurst Park, Ascot, Berkshire, Inghilterra. Materiale video inedito è presentato al pubblico per la prima volta.

## Premi
- 2019: FOCAL Award per Best Use of Footage in a Music Production[5]